# Pardos
Pardos egy község Spanyolországban, Guadalajara tartományban. Pardos Tartanedo, Torrubia, Rueda de la Sierra, Rillo de Gallo, Herrería és Corduente községekkel határos. Lakosainak száma 34 fő (2024).

## Népesség
A település népessége az utóbbi években az alábbiak szerint változott:
| Lakosok száma | 65   | 67   | 66   | 59   | 57   | 45   | 45   | 43   | 40   | 34   |
|               | 2001 | 2004 | 2006 | 2009 | 2011 | 2014 | 2016 | 2019 | 2021 | 2024 |